# Sopwith Camel
Sopwith Camel je britansko lovsko letalo 1. svetovne vojne. Razvili so ga iz starega lovca Sopwith Pup. Letelo je lahko na višini 5.800 metrov s hitrostjo 185 km/h. Brez dolivanja goriva je lahko letelo 160 km daleč. Izdelali so jih 5.000 in z njimi sestrelili 2.800 sovražnikovih letal. Ta letala je bilo težko upravljati, saj je imel rotacijski motor Clerget (licenčno izdelan tudi pri angleškem Bentleyu) izredno močan žiroskopski moment. Le majhen nepremišljen nagib krmilne ročice je lahko letalo spravil v divje sodčke ali sveder. Vse zmogljivosti letala je lahko izkoristil le zelo izurjen pilot, za novince je bil zelo, če ne že smrtno nevaren.

## Pilotska kabina
Prav tako kot večina takratnjih lovcev, so imeli tudi vsi Sopwithi pred propelerjem dve sinhronizirani strojnici Vickers, pokriti z dvema "grbama" na trupu za nosom letala. Zaradi teh dveh "grb" je tudi dobil ime Camel (kamela).